# أنفك (آيت أمكون)
أنفك هو دُوَّار يقع بجماعة آيت تامليل، إقليم أزيلال، جهة بني ملال خنيفرة في المملكة المغربية. ينتمي الدوّار لمشيخة آيت أمكون التي تضم 29 دوار. يقدر عدد سكانه بـ 72 نسمة حسب الإحصاء الرسمي للسكان والسكنى لسنة 2004.

## روابط خارجية
- البوابة الوطنية للجماعات الترابية
- المندوبية السامية للتخطيط